# Aziatische grasuil
De Aziatische grasuil (Tyto longimembris) is een soort kerkuil  die voorkomt in Zuidoost-Azië en op vele eilanden van Oceanië. het is een vrij uitgesproken nachtelijke vogel, die soms ook overdag kan waargenomen worden. Deze soort is speciaal aangepast voor een leefwijze  op de grond en verbergt zich normaal in het lange gras (zie ook zijn Engelse naam). In tegenstelling tot andere soorten kerkuilen is dit een semi-kolonie vogel, en dikwijls wordt waargenomen dat  verschillende (tientallen) exemplaren samen jagen.

## Afmetingen
Vrouwtje : 35–38 cm
Mannetje : 32–36 cm
Vleugelwijdte tot  116 cm
Gewicht tot 450g

## Geluid
Lijkt stiller dan de 'gewone' kerkuil. het geluid komt echter sterk overeen met dat van de gewone kerkuil.

## Jachtgewoonten en voedsel
Verschillende soorten knaagdieren werden reeds als prooi geregistreerd. De 'grasuilen' - meer nog dan de 'zuivere' kerkuilen- zijn héél behendige jagers  en zeer gespecialiseerd op kleine knaagdieren, zelden worden andere prooidieren geslagen. Hoewel grasuilen ongeveer evenveel wegen als een kerkuil (Tyto alba), verschilt hun jachtmethode duidelijk: een grasuil heeft veel langere vleugels en poten, zodat hij veel meer puur uit de vlucht kan jagen en niet vanop een uitkijkpost. De jacht verloopt heel laag boven de begroeiing met als afwerking  een plotse duik in het gras, wanneer een prooi werd waargenomen. In de typische grasuilterritoria, kunnen de prooien zich extra goed verbergen in het lange gras en wordt dus onttrokken aan het zicht. De jacht gebeurt dan ook voornamelijk op het gehoor. Een tweede aanpassing van de uil zijn de extra lange poten (zie wetenschappelijke naam : longimembris)

## Taxonomie
De Aziatische grasuil werd vroeger als een ondersoort beschouwd van de Kaapse grasuil, maar werd afgesplitst als een volwaardige soort

## Verspreiding en ondersoorten
Deze soort telt vijf ondersoorten:
- T. l. longimembris: van India tot Indochina, Sulawesi, Flores en Sumba en noordelijke en oostelijk Australië.
- T. l. chinensis: zuidoostelijk China en Vietnam.

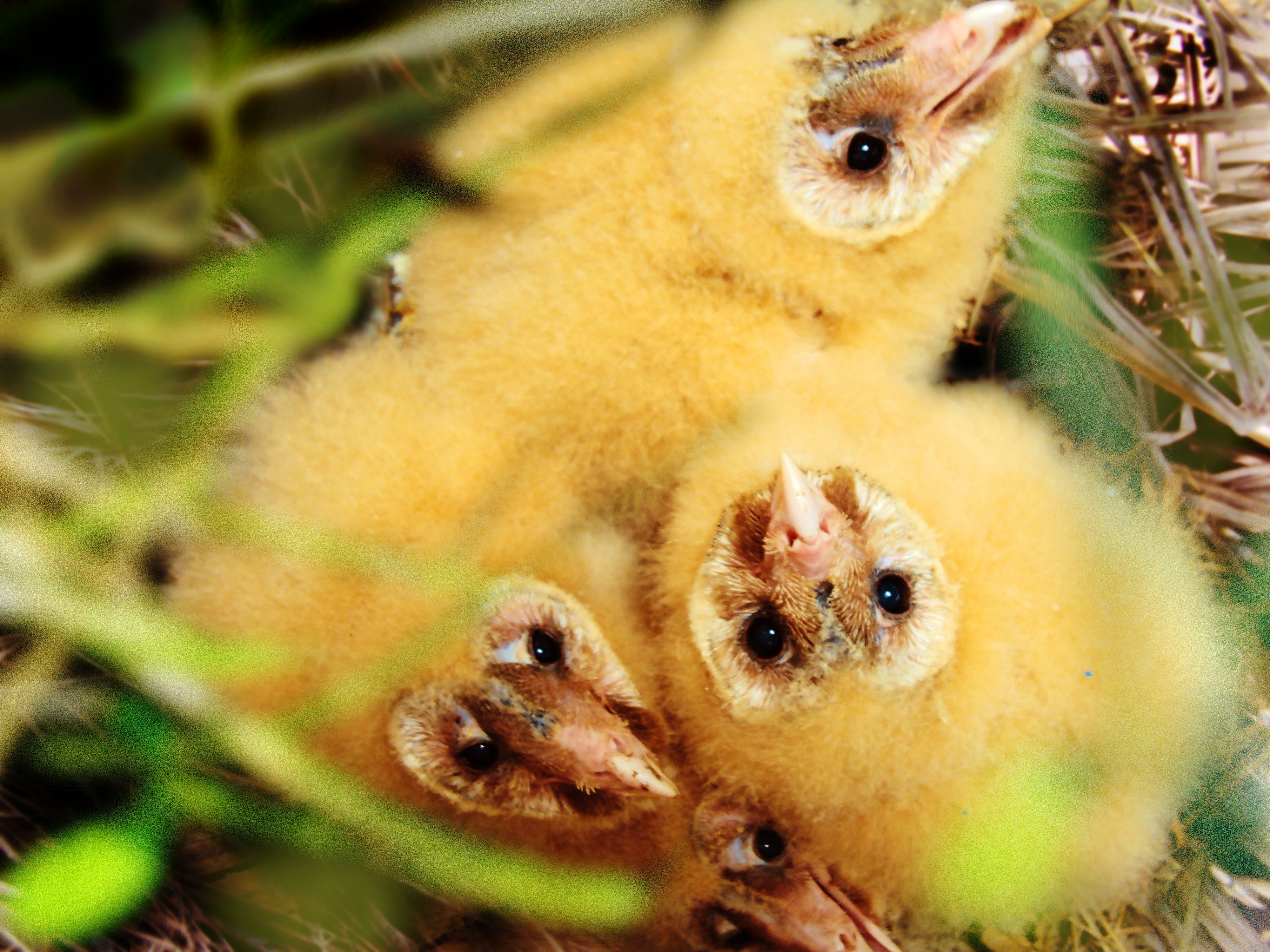
Een nest met kuikentjes

- T. l. pithecops: Taiwan.
- T. l. amauronota: Filipijnen.
- T. l. papuensis: Nieuw-Guinea.